# Puchar Anglii w piłce nożnej (1871/1872)
Puchar Anglii w piłce nożnej 1871–1872 – pierwsze w historii rozgrywki piłkarskie. W turnieju wzięło udział 15 drużyn (z około 30 wówczas zrzeszonych w federacji), rozegrano 15 spotkań (4 z zaplanowanych się nie odbyły). Najlepsza okazała się drużyna Wanderers F.C. Pomysłodawcą rozpoczęcia rozgrywek był Charles William Alcock, który zaproponował rozgrywki które miały stanowić relaks dla chłopców ze szkół publicznych.

## Wyniki

### I runda
| data                                                           | gospodarz       | wynik    | gość              | uwagi                       |
| -------------------------------------------------------------- | --------------- | -------- | ----------------- | --------------------------- |
| 11 listopada 1871                                              | Barnes          | 2 : 0    | Civil Service     |                             |
| 11 listopada 1871                                              | Crystal Palace  | 0 : 0    | Hitchin           | obie drużyny przeszły dalej |
| 11 listopada 1871                                              | Maidenhead      | 2 : 0    | Great Marlow F.C. |                             |
| 11 listopada 1871                                              | Upton Park      | 0 : 3    | Clapham Rovers    |                             |
|                                                                | Royal Engineers | walkower | Reigate Priory    |                             |
|                                                                | Wanderers       | walkower | Harrow Chequers   |                             |
| Donington School, Hampstead Heahens i Queen’s Park - wolny los |                 |          |                   |                             |

### II runda
| data             | gospodarz          | wynik    | gość               | uwagi           |
| ---------------- | ------------------ | -------- | ------------------ | --------------- |
| 16 grudnia 1871  | Clapham Rovers     | 1 : 3    | Wanderers F.C.     |                 |
| 16 grudnia 1871  | Crystal Palace     | 3 : 1    | Maidenhead         |                 |
| 23 grudnia 1871  | Barnes             | 1 : 1    | Hampstead Heathens | mecz powtórzono |
| 6 stycznia 1872  | Hampstead Heathens | 1 : 0    | Barnes             | mecz dodatkowy  |
| 10 stycznia 1872 | Hitchin            | 0 : 5    | Royal Engineers    |                 |
|                  | Queen’s Park       | walkower | Donington School   |                 |

### Ćwierćfinały
| data                     | gospodarz       | wynik | gość               | uwagi                       |
| ------------------------ | --------------- | ----- | ------------------ | --------------------------- |
| 20 stycznia 1872         | Wanderers F.C.  | 0 : 0 | Crystal Palace     | obie drużyny przeszły dalej |
| 27 stycznia 1872         | Royal Engineers | 2 : 0 | Hampstead Heathens |                             |
| Queen’s Park - wolny los |                 |       |                    |                             |

### Półfinały
Półfinały rozgrywano na stadionie Kennington Oval
| data           | gospodarz       | wynik    | gość            | uwagi           |
| -------------- | --------------- | -------- | --------------- | --------------- |
| 17 lutego 1872 | Crystal Palace  | 0 : 0    | Royal Engineers | mecz powtórzono |
| 5 marca 1872   | Wanderers F.C.  | 0 : 0    | Queen’s Park    | mecz powtórzono |
| 9 marca 1872   | Royal Engineers | 3 : 0    | Crystal Palace  | mecz dodatkowy  |
|                | Wanderers F.C.  | walkower | Queen’s Park    | mecz dodatkowy  |

### Finał
W finale spotkały się drużyny Wanderers i Royal Engineers. Jedyną bramkę meczu zdobył zawodnik Wanderers - Betts po indywidualnym dryblingu i podaniu Vidala. Gracze Royal Engineers prawie całe spotkanie grali w osłabieniu z powodu kontuzji podporucznika Cresswella, który złamał obojczyk.
| 16 marca 1872 | Wanderers F.C. · Morton Peto Betts 15' | 1 : 0(1:0) | Royal Engineers | Kennington Oval, Londyn Widzów: 2 000 Sędzia: Alfred Stair (Upton Park) |
|               |                                        |            |                 |                                                                         |

| Wanderers: |                             |
|            |                             |
| BR         | Reginald de Courtenay Welch |
| OB         | Edgar Lubbock               |
| PO         | Albert Thompson             |
| NA         | Charles William Alcock      |
| NA         | Edward Bowen                |
| NA         | Alexander Bonsor            |
| NA         | Morton Betts                |
| NA         | William Crake               |
| NA         | Thomas Hooman               |
| NA         | Robert Vidal                |
| NA         | Charles Wollaston           |

| Royal Engineers: |                                              |
|                  |                                              |
| BR               | kapitan William Merriman                     |
| OB               | kapitan Francis Marindin                     |
| OB               | podporucznik George Addision                 |
| PO               | podporucznik Alfred Goodwyn                  |
| NA               | podporucznik Hugh Mitchell                   |
| NA               | podporucznik Edmund Cresswell 10' (kontuzja) |
| NA               | podporucznik Henry Renny-Tailyour            |
| NA               | podporucznik Henry Rich                      |
| NA               | podporucznik Herbert Muirhead                |
| NA               | podporucznik Edmond Cotter                   |
| NA               | podporucznik Adam Bogle                      |